# Eat It (album)
Eat It è una raccolta giapponese delle canzoni del cantante statunitense "Weird Al" Yankovic.

## Tracce
1. Eat It - 3:19
2. Theme from Rocky XIII (The Rye or The Kaiser) - 3:37
3. I Love Rocky Road - 2:35
4. King of Suede - 4:12
5. I Lost on Jeopardy - 3:26
6. My Bologna - 2:20
7. Ricky - 2:35
8. The Brady Bunch - 2:41
9. Stop Draggin' My Car Araound - 3:16
10. Another One Rides the Bus - 4:56
11. Polkas On 45 - 4:23

## Musicisti
- "Weird Al" Yankovic - fisarmonica, tastiera, cantante
- Jim West - chitarra, mandolino
- Steve Jay - basso, banjo
- Jon "Bermuda" Schwartz - batteria, percussioni